# Henri Loup
Henri Loup est un homme politique français né le 21 juin 1846 à Villeneuve-sur-Yonne (Yonne) et décédé le 27 février 1922 à Brienon-sur-Armançon (Yonne).

## Biographie
Agriculteur, maire de Bussy-sur-Othe en 1872, conseiller général en 1883, il est député de l'Yonne de 1892 à 1919, siégeant au groupe républicain socialiste et radical-socialiste.

## Sources
- « Henri Loup », dans le Dictionnaire des parlementaires français (1889-1940), sous la direction de Jean Jolly, PUF, 1960 [détail de l’édition]